# 13-й меридіан східної довготи
13-й меридіан східної довготи — лінія довготи, що лежить на 13 градусів східніше Гринвіцького меридіана. Вона проходить від Північного полюса через Північний Льодовитий океан, Європу, Африку, Атлантичний океан, Південний океан та Антарктиду до Південного полюса.
13-й меридіан східної довготи формує велике коло разом із 167-мим меридіаном західної довготи.

## Список географічних об'єктів, що перетинає 13° сх. д.
Починаючи на Північному полюсі та рухаючись до Південного полюса, 13-й меридіан східної довготи проходить через:
| Координати                                                 | Країна, територія або море | Примітки                                                                                 |
| ---------------------------------------------------------- | -------------------------- | ---------------------------------------------------------------------------------------- |
| 90°0′ пн. ш. 13°0′ сх. д. / 90.000° пн. ш. 13.000° сх. д.  | Північний Льодовитий океан |                                                                                          |
| 79°48′ пн. ш. 13°0′ сх. д. / 79.800° пн. ш. 13.000° сх. д. | Норвегія                   | Шпіцберген — проходить через острів Шпіцберген                                           |
| 78°12′ пн. ш. 13°0′ сх. д. / 78.200° пн. ш. 13.000° сх. д. | Атлантичний океан          | Норвезьке море                                                                           |
| 68°3′ пн. ш. 13°0′ сх. д. / 68.050° пн. ш. 13.000° сх. д.  | Норвегія                   | Проходить через острів Москенсьойя[en]                                                   |
| 67°53′ пн. ш. 13°0′ сх. д. / 67.883° пн. ш. 13.000° сх. д. | Атлантичний океан          | Норвезьке море                                                                           |
| 66°41′ пн. ш. 13°0′ сх. д. / 66.683° пн. ш. 13.000° сх. д. | Норвегія                   | Проходить через кілька островів та материк                                               |
| 64°4′ пн. ш. 13°0′ сх. д. / 64.067° пн. ш. 13.000° сх. д.  | Швеція                     | Проходить через озеро Венерн                                                             |
| 55°44′ пн. ш. 13°0′ сх. д. / 55.733° пн. ш. 13.000° сх. д. | Протока Ересунн            |                                                                                          |
| 55°37′ пн. ш. 13°0′ сх. д. / 55.617° пн. ш. 13.000° сх. д. | Швеція                     | Проходить через Мальме                                                                   |
| 55°23′ пн. ш. 13°0′ сх. д. / 55.383° пн. ш. 13.000° сх. д. | Балтійське море            |                                                                                          |
| 54°27′ пн. ш. 13°0′ сх. д. / 54.450° пн. ш. 13.000° сх. д. | Німеччина                  | Проходить західніше Берліна                                                              |
| 50°26′ пн. ш. 13°0′ сх. д. / 50.433° пн. ш. 13.000° сх. д. | Чехія                      |                                                                                          |
| 49°19′ пн. ш. 13°0′ сх. д. / 49.317° пн. ш. 13.000° сх. д. | Німеччина                  |                                                                                          |
| 48°14′ пн. ш. 13°0′ сх. д. / 48.233° пн. ш. 13.000° сх. д. | Австрія                    |                                                                                          |
| 47°51′ пн. ш. 13°0′ сх. д. / 47.850° пн. ш. 13.000° сх. д. | Німеччина                  | Приблизно на 3 км                                                                        |
| 47°50′ пн. ш. 13°0′ сх. д. / 47.833° пн. ш. 13.000° сх. д. | Австрія                    | Проходить західніше Зальцбурга — приблизно на 13 км                                      |
| 47°43′ пн. ш. 13°0′ сх. д. / 47.717° пн. ш. 13.000° сх. д. | Німеччина                  |                                                                                          |
| 47°28′ пн. ш. 13°0′ сх. д. / 47.467° пн. ш. 13.000° сх. д. | Австрія                    |                                                                                          |
| 46°36′ пн. ш. 13°0′ сх. д. / 46.600° пн. ш. 13.000° сх. д. | Італія                     |                                                                                          |
| 45°38′ пн. ш. 13°0′ сх. д. / 45.633° пн. ш. 13.000° сх. д. | Адріатичне море            |                                                                                          |
| 43°52′ пн. ш. 13°0′ сх. д. / 43.867° пн. ш. 13.000° сх. д. | Італія                     |                                                                                          |
| 41°18′ пн. ш. 13°0′ сх. д. / 41.300° пн. ш. 13.000° сх. д. | Середземне море            | Проходить між Понціанськими островами, Італія Проходить західніше острова Устіка, Італія |
| 38°3′ пн. ш. 13°0′ сх. д. / 38.050° пн. ш. 13.000° сх. д.  | Італія                     | Проходить через острів Сицилія                                                           |
| 37°31′ пн. ш. 13°0′ сх. д. / 37.517° пн. ш. 13.000° сх. д. | Середземне море            | Проходить східніше острова Ліноза, Італія                                                |
| 32°50′ пн. ш. 13°0′ сх. д. / 32.833° пн. ш. 13.000° сх. д. | Лівія                      | Проходить західніше Триполі                                                              |
| 23°18′ пн. ш. 13°0′ сх. д. / 23.300° пн. ш. 13.000° сх. д. | Нігер                      |                                                                                          |
| 13°31′ пн. ш. 13°0′ сх. д. / 13.517° пн. ш. 13.000° сх. д. | Нігерія                    | Проходить західніше Майдугурі                                                            |
| 9°28′ пн. ш. 13°0′ сх. д. / 9.467° пн. ш. 13.000° сх. д.   | Камерун                    |                                                                                          |
| 2°15′ пн. ш. 13°0′ сх. д. / 2.250° пн. ш. 13.000° сх. д.   | Габон                      |                                                                                          |
| 2°12′ пд. ш. 13°0′ сх. д. / 2.200° пд. ш. 13.000° сх. д.   | Республіка Конго           |                                                                                          |
| 4°34′ пд. ш. 13°0′ сх. д. / 4.567° пд. ш. 13.000° сх. д.   | Ангола                     | Кабінда — приблизно на 15 км                                                             |
| 4°42′ пд. ш. 13°0′ сх. д. / 4.700° пд. ш. 13.000° сх. д.   | ДР Конго                   |                                                                                          |
| 5°53′ пд. ш. 13°0′ сх. д. / 5.883° пд. ш. 13.000° сх. д.   | Ангола                     |                                                                                          |
| 7°34′ пд. ш. 13°0′ сх. д. / 7.567° пд. ш. 13.000° сх. д.   | Атлантичний океан          |                                                                                          |
| 9°1′ пд. ш. 13°0′ сх. д. / 9.017° пд. ш. 13.000° сх. д.    | Ангола                     | Мис Палмеріньяс — приблизно на 7 км                                                      |
| 9°5′ пд. ш. 13°0′ сх. д. / 9.083° пд. ш. 13.000° сх. д.    | Атлантичний океан          |                                                                                          |
| 12°47′ пд. ш. 13°0′ сх. д. / 12.783° пд. ш. 13.000° сх. д. | Ангола                     |                                                                                          |
| 16°59′ пд. ш. 13°0′ сх. д. / 16.983° пд. ш. 13.000° сх. д. | Намібія                    |                                                                                          |
| 19°56′ пд. ш. 13°0′ сх. д. / 19.933° пд. ш. 13.000° сх. д. | Атлантичний океан          |                                                                                          |
| 60°0′ пд. ш. 13°0′ сх. д. / 60.000° пд. ш. 13.000° сх. д.  | Південний океан            |                                                                                          |
| 69°46′ пд. ш. 13°0′ сх. д. / 69.767° пд. ш. 13.000° сх. д. | Антарктида                 | Проходить через Землю Королеви Мод (претендує Норвегія)                                  |